# Spitalhof (Dirmstein)
Der Spitalhof im rheinland-pfälzischen Dirmstein ist ein ehemaliges Hospiz mit Kapelle. Die denkmalgeschützte Anlage steht im Eigentum der örtlichen Katholischen Hospitalstiftung.

## Geographische Lage
Der Spitalhof steht im Ortszentrum, dem Oberdorf, am Affenstein 2 auf einer Höhe von 102 m ü. NHN westlich gegenüber der barocken Laurentiuskirche. Er besteht aus der früheren Spitalkapelle Maria Magdalena, die heute profaniert ist, sowie dem Haupt- und dem Nebenflügel des einstigen Hospizes. Benachbart sind außer der Kirche weitere historische Anwesen, beispielsweise Haus Marktstraße 1, St.-Michael-Apotheke und Altes Rathaus.

## Gebäude

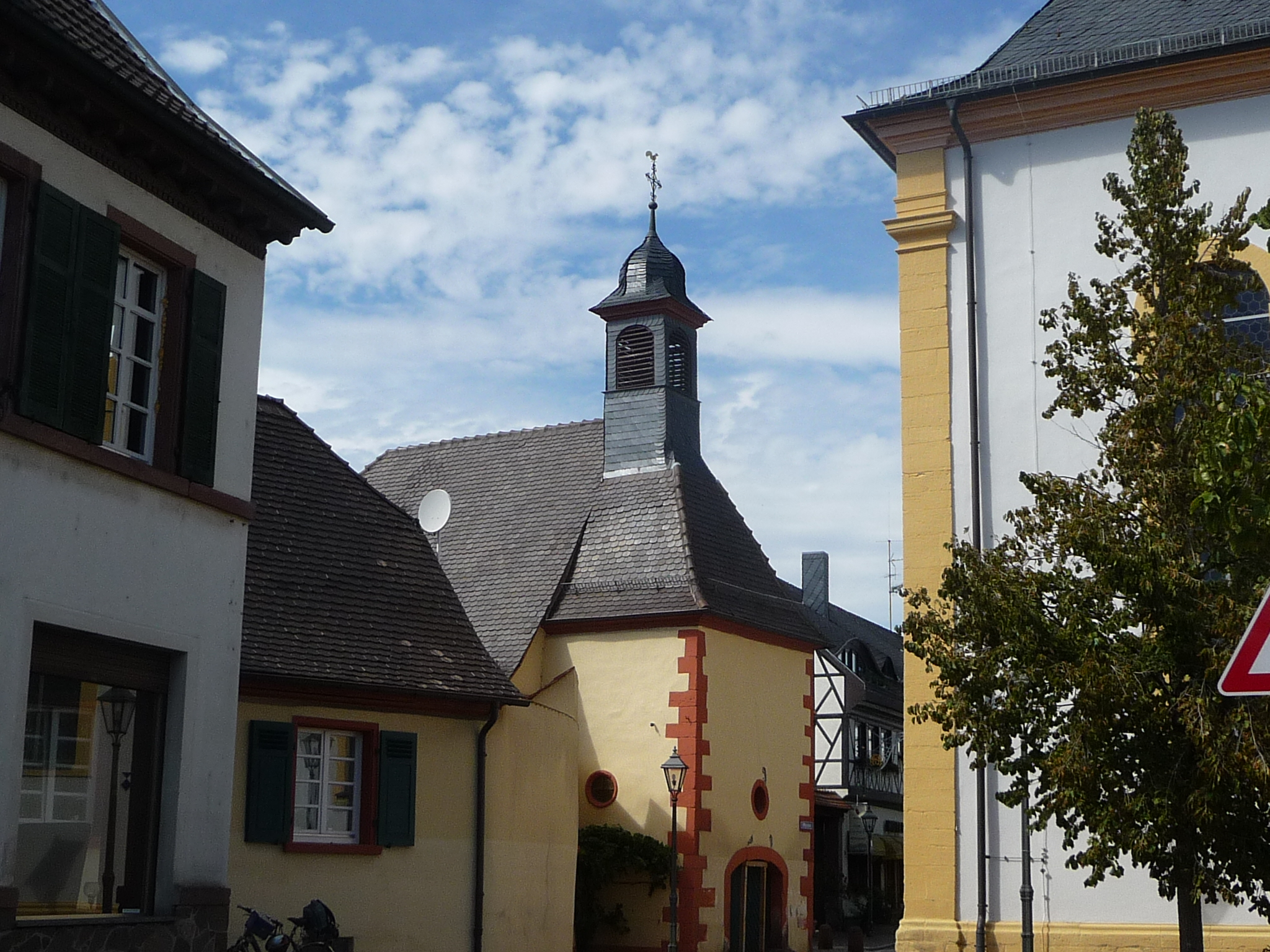
Kapelle gegenüber der Laurentiuskirche (rechts)

Den nördlichen Abschluss der Anlage bildet die im gotischen Stil als Saalbau angelegte Kapelle. Sie stammt aus dem 13. oder 14. Jahrhundert. Der kleine Bau besitzt einen eingezogenen, rechteckigen Chor, dessen heutige Fenster kreisrund sind. Der Chorbogen ist spitzbogig angelegt und an der Ostkante kräftig abgeschrägt; er ist teilweise zugemauert. Das Schiff hat drei Fensterachsen und verfügt über neue Stichbogenfenster sowie eine Flachdecke. Wo Chor und Schiff zusammenstoßen, sitzt auf dem Dach ein kleiner Reiter, der nach den vier Seiten je ein rundbogiges Fenster aufweist. Bis 1795 hingen in dem Türmchen zwei kleine Glocken. An der Ostseite des Chors befindet sich eine stichbogige Türöffnung aus dem 18. Jahrhundert.
Das langgestreckte Hauptgebäude liegt als Südflügel der Kapelle gegenüber. Es handelt sich um einen schlichten eingeschossigen Bau aus der zweiten Hälfte des 18. Jahrhunderts mit Satteldach und abgewalmten Fenstern. Das Nebengebäude im Osten hat ein Rundbogentor, das 1757 erstmals bezeugt ist.
Ein großes rundbogiges Tor in der Mauer an der Ostseite zwischen Kapelle und Nebengebäude führt auf den Hof. Die Kämpfer sind spätromanisch und stammen aus der ersten Hälfte des 13. Jahrhunderts. Sie sind profiliert mit Platte, Halbwulst, Kehle und Wulst. Der Bogen zeigt Archivolten aus der Renaissancezeit: Rundstab zwischen den Kehlen, mit Überschneidungen über den Kämpfern. An der Bogenrahmung ist eine Umschrift erhalten: TRINITATI ECCLESIAE CAESARIQVE (lat.: „Der Dreieinigkeit, der Kirche und dem Kaiser“). Darunter, über den Kämpfern, sind zwei kleinere Inschriften eingemeißelt, links „CASP. LERCH 1602“; rechts „CASPAR LERCH VÕ DVRMSTEIN“.

## Baugeschichte und Nutzung

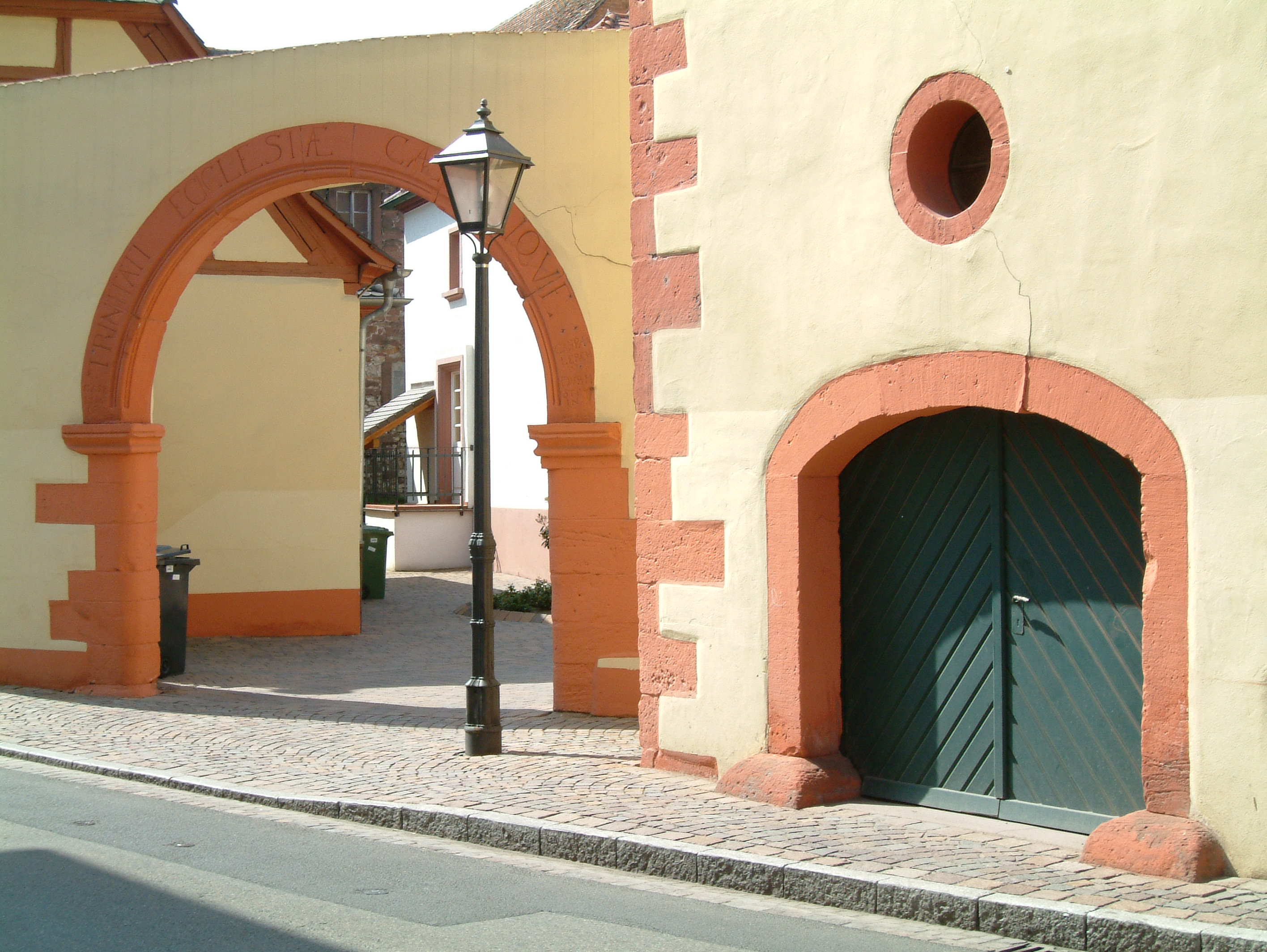
Torbogen (links) mit Inschrift Caspar Lerchs IV.

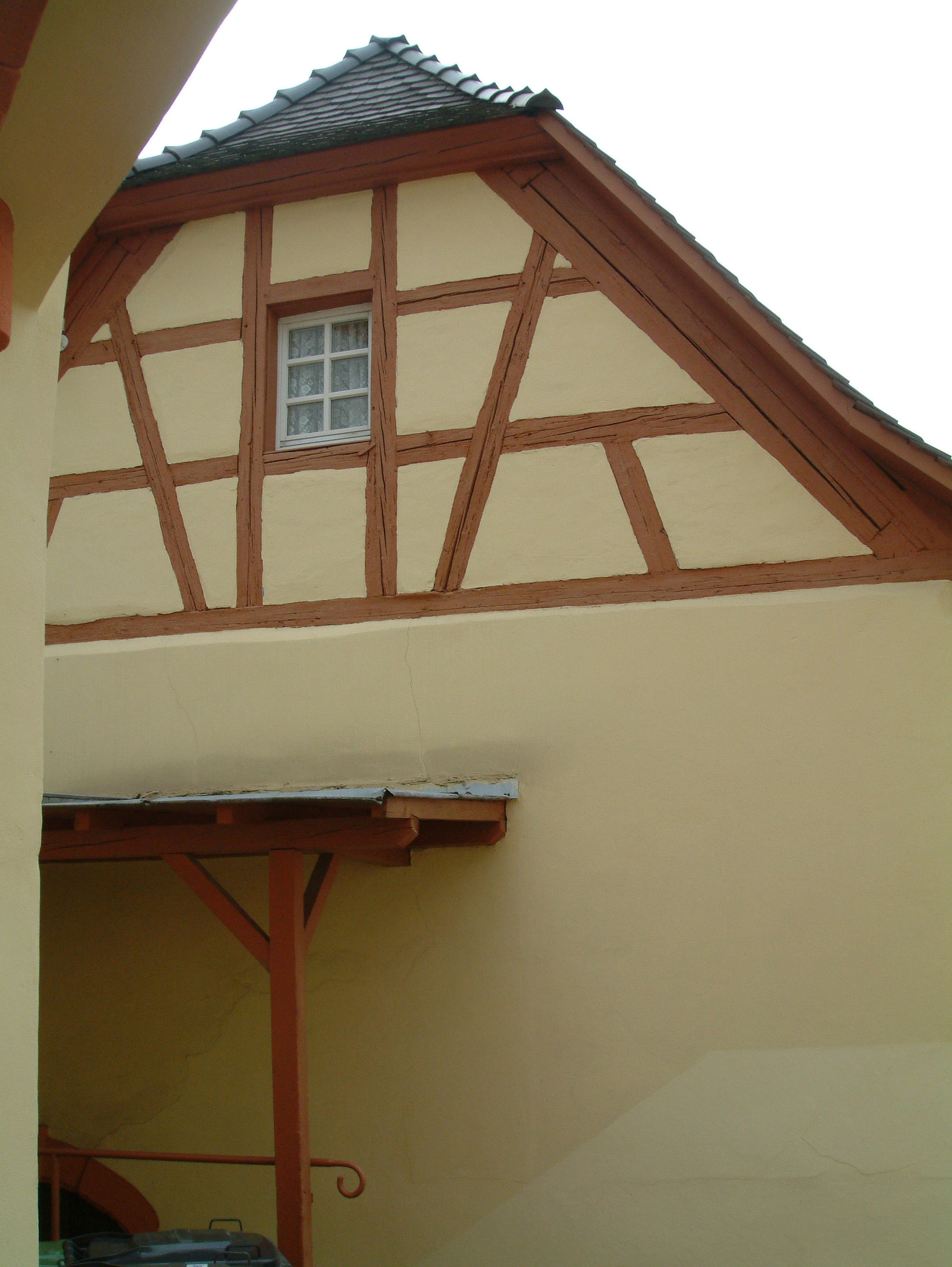
Nebengebäude an der Ostseite

Dem bereits bestehenden Hospiz kam im 16. Jahrhundert eine Stiftung des Ortsadeligen Caspar Lerch II. zugute. Als Grundstock verwendete dieser 1539 das Sühnegeld von 350 Gulden, das ihm acht Jahre nach dem Tod seines Sohnes Christoph zugesprochen wurde, der 1531 im Alter von 21 Jahren bei einem Duell mit Hans Sigmund von Plenningen zu Tode gekommen war. Hieran erinnert auch das sogenannte Weinsheimer Gedenkkreuz. Die Gründungsurkunde ist nicht erhalten, doch wird auf die Stiftung in einem Dokument von 1543 Bezug genommen, in dem ausdrücklich betont wird, dass sie zu Gunsten bedürftiger katholischer Gemeindeangehöriger eingerichtet wurde. Die Institution ging ihren karitativen Zielen allerdings schon sehr bald ohne Ansehen der Konfession nach.
In ihrer Tradition steht die heutige Katholische Hospitalstiftung, deren Geschäfte ein Verwaltungsausschuss unter Vorsitz des Bürgermeisters führt und mit deren Kontrolle ein eigener Gemeindeausschuss betraut ist. Das Vermögen der Stiftung umfasste 2006 u. a. 55 Grundstücke, 30 Hektar Ackerland, 4 Hektar Weinberge und einige Wohngebäude. Bezogen aufs Jahr wurden damals etwa 18.000 Euro an Pacht-, Miet- und Zinserträgen für wohltätige Zwecke eingesetzt.
Einige der ältesten noch erhaltenen Bauteile des Spitalhofs stammen gemäß Inschrift von Caspar Lerch IV., dem Enkel des Stifters. Die Stilmischung erklärt sich aus diversen kriegsbedingten Beschädigungen und nachfolgenden Teilrestaurierungen, vor allem nach dem Niederbrennen Dirmsteins 1689 durch französische Truppen im Pfälzischen Erbfolgekrieg. In den renovierten Gebäuden des Spitalhofs ist heute der Gemeindekindergarten untergebracht.